# Dactylopius confertus
Dactylopius confertus är en insektsart som beskrevs av De Lotto 1974. Dactylopius confertus ingår i släktet Dactylopius och familjen Dactylopiidae. Inga underarter finns listade i Catalogue of Life.